# Giovanni (palatino)
Giovanni (o Janus), indicato nelle fonti medievali come "figlio di Uros" (in ungherese Uros fia János; ... – dopo il 1116), fu un nobile ungherese che ricoprì la carica di palatino (in latino comes) almeno dal 1108 al 1116, durante il regno di Colomanno e Stefano II.

## Biografia
Giovanni era il figlio di Uros (anche Urosa o Vrosa), che secondo le fonti disponibili combatté contro il Sacro Romano Impero quando l'esercito tedesco assediò Pressburgo (l'attuale Bratislava, in Slovacchia) nell'estate del 1052. La Chronica Picta, un'opera del XIV secolo lo menziona tra i guerrieri più valorosi distintisi durante l'assedio.
Giovanni fu elevato alla dignità di palatino d'Ungheria (palatinus comes) durante il regno di Colomanno I. Viene menzionato per la prima volta in questa veste quando accompagnò il monarca in Dalmazia, dove Colomanno confermò i privilegi della città di Traù nel maggio 1108. Fu inoltre presente quando Colomanno tornò a Zara e riaffermò i privilegi delle città dalmate (Spalato, Traù e Zara) nel 1111. La presenza di Giovanni nel seguito del monarca è testimoniata anche dalle due lettere di privilegio dell'abbazia di Zobor, emesse nel 1111 e nel 1113. Una nota manoscritta della fonte della Venezia del XIV secolo, il Liber Pactorum, menziona la presenza di Giovanni quando Colomanno concesse i privilegi all'isola di Arbe (Arbe) in un momento sconosciuto, forse nel 1116.

### Battaglia di Olšava
(Chronica Picta)
Il neo-incoronato Stefano II strinse presto dei contatti con Vladislao I di Boemia, allo scopo di migliorare le relazioni tra i due Paesi nel 1116. I due monarchi si incontrarono sul fiume Olšava, che segnava il confine dei loro regni. Tuttavia, la diffidenza reciproca ostacolò l'avvio dei negoziati, generando conflitti armati che sfociarono in una lotta avvenuta il 13 maggio (appunto la battaglia di Olšava). Mentre il contemporaneo Cosma Praghese afferma che gli ungheresi erano stati pesantemente sconfitti, la Chronica Picta sostiene che l'intervento di Giovanni aveva salvato l'esercito magiaro e permesso la vittoria di Stefano. Il grosso della storiografia ungherese (ad esempio Gyula Pauler, Bálint Hóman, Ferenc Makk e Gyula Kristó) ha accettato la versione di Cosma, ritenendo che un cronista ungherese non identificato, autore di una cronaca scritta sotto Géza II o Stefano III e poi confluita nella cronaca del XIV secolo nota come Chronica Picta, avesse volontariamente inserito nel racconto l'episodio eroico che riguardò Giovanni in combattimento.
Secondo Zoltán Kordé, Giovanni guidò l'avanguardia composta dai siculi e dai peceneghi durante la battaglia e ottenne un successo contro i boemi prima di lasciare il campo di battaglia. In seguito, l'esercito principale ungherese guidato da Stefano II subì una sconfitta a causa dell'imprudenza del sovrano. György Szabados, tuttavia, ha accettato l'attendibilità del cronista ungherese, che non avrebbe avuto motivo di omettere la disfatta di Stefano (poiché tutti i successivi sovrani d'Ungheria discendevano da Álmos, fratello e nemico di Colomanno). Szabados ha sostenuto che Giovanni utilizzò le antiche tattiche militari della steppa, lanciando infatti una carica a sorpresa che si rivelò vincente con la cavalleria leggera. Gergely Pandi ha ritenuto che non sia impossibile provare che Giovanni, il quale compare per l'ultima volta come palatino nei documenti contemporanei nel 1113, fosse effettivamente in vita in occasione nella battaglia di Olšava. È possibile che il cronista avesse cercato di rendere più autentica la sua cronaca menzionando un personaggio storico realmente esistito.

## Anello con sigillo
Alla fine del XIX secolo, nei pressi di Besenyszög, nel comitato di Jász-Nagykun-Szolnok, è stato riportato alla luce un anello-sigillo d'oro. L'anello raffigura un ritratto maschile rivolto verso l'alto con un diadema e il testo circolare "'+IANVS'". Gli archeologi Géza Nagy e Mária Hlatky hanno attribuito il gioiello, realizzato all'inizio del XII secolo, a Giovanni, figlio di Uros. In base al carattere del testo e alle dimensioni del manufatto, Zsuzsa Lovag, tuttavia, ha sostenuto che l'anello con sigillo risale alla prima metà del XIII secolo e raffigura il monarca in carica - Andrea II o Béla IV -, invece di "Janus" o Giovanni.